# Hérange
Hérange (deutsch Heringen) ist eine französische Gemeinde mit 104 Einwohnern (Stand 1. Januar 2022) im Département Moselle in der Region Grand Est. Sie gehört zum Arrondissement Sarrebourg-Château-Salins und zum Kanton Phalsbourg.

## Geografie
Hérange liegt etwa zehn Kilometer nordöstlich von Sarrebourg auf einer Höhe zwischen 274 und 334 m über dem Meeresspiegel.

## Geschichte
Nahe Hérange befand sich früher ein Schloss, das im Dreißigjährigen Krieg zerstört wurde. Der Großteil des Gemeindegebietes kam 1661 an Frankreich, der Rest 1766. Der Ort wurde durch den Frieden von Frankfurt 1871 deutsch und nach dem Ersten Weltkrieg wieder französisch. In der Zeit des Zweiten Weltkriegs war die Region unter deutscher Verwaltung.

### Bevölkerungsentwicklung
| Jahr      | 1962 | 1968 | 1975 | 1982 | 1990 | 1999 | 2007 | 2019 |
| --------- | ---- | ---- | ---- | ---- | ---- | ---- | ---- | ---- |
| Einwohner | 110  | 112  | 105  | 106  | 118  | 117  | 113  | 108  |

## Sehenswürdigkeiten
- Kirche Saint-Denis

|  |  |